# Пирин планина (1912 – 1913)
„Пирин планина“ с подзаглавие Орган на Македоно-Одринската организация за автономия на Македония и Одринско е български вестник, който излиза от 1912 до 1913 година.
Излизат общо 13 броя. Издава се два пъти седмично – във вторник и събота от редакционен комитет. Вестникът се списва основно на български език, но има текстове и на френски език. От трети брой подзаглавие на вестника е Политико-обществен независим вестник, като от същия брой редактор на вестника е К. А. Велев. Печата се във Враца, в Централната печатница. Стои на националистически позиции.
Вестникът отразява развитието на Балканската война и ратува:
| „ | За освобождението на робските български области отвъд Рила, Родопите и Странджа планина. | “ |

Вестникът е издаван от редакционен комитет. Излиза във вторник и събота. Според други източници от вестника са отпечатани 12 броя.